# С. Дж. Сурья
С. Дж. Сурья (*எஸ். ஜே. சூர்யா, 20 липня 1968) — сучасний індійський актор, режисер, продюсер Коллівуду і Толлівуду. Найбільш вдало виконує ролі негативних персонажів.

## Життєпис
Справжнє ім'я — Джастін Селварадж. Народився 1968 року у християнській родині в селі Васудеваналлур недалеко від м.Пуліангуді (штат Таміл-Наду). після здобуття середньої освіти поступив до факультету фізики єзуїтського Коледжу Лойоли при Мадраському університеті. Незважаючи на те, що він отримав можливість продовжити навчання в інженерному коледжі в Мадураї, він відхилив пропозицію і залишився в Ченнаї, обравши для себе акторську кар'єру. Через нестачу грошей став підробляти стюардом в готелях міста. Згодом отримав пропозицію навчатися у режисера Крішнасаамі Бхаг'яраджа. Працював асистентом режисера Васанта у фільмі «Бажання» 1995 року і Сабапатхі Декшінамурті в фільмі «Чудовий чоловік» 1996 року. Ймовірно в цей час взяв псевдоним Сурья («Сонце»).
Знайомство з відомим актором Аджитом Кумаром допомогло Сурьї, який мав сценарій фільму, знайти продюсера в особі С. С. Чакраварті для фільму «Ваалі» (випущено 1999 року). Після успіху фільму «Vaali», продюсер А. М. Ратнам обрав С.Дж. Сурья для зьомок фільму «Щастя» у 200 році. Цей фільм також мав глядацький успіх. У 2001 році випустив версію цього фільму мовою телугу, що також була вдалою. Проте гідномовна версія фільму «Щастя» у 2003 році провалилася у прокаті.
У 2001 році став режисером фільму «Новий» (на основі голлівудського фільму «Великий» 1988 року). Оскільки Аджит Кумар відмовився брати участь в цьому кінопроєкту, сурья сам виконав головну роль. Це стало його акторським дебютом. Водночас працював над телугомовну комедією «Naani». Обидва фільму вийшли 2004 року. Якщо фільм «Новий» мав великий успіх, та «Naani» провалився, наразившись на загальну критику. Приц ьому на Сурью було подано до суду за надто відверті сексуальні сцени. У серпні 2005 року Вищий суд Мадраса відкликав сертифікат цензора для фільму і доручив комісарові поліції Ченнаї розслідувати дві кримінальні скарги, зареєстровані проти нього. Ще одна справа була порушена в березні 2006 року Центральною радою з цензури, яка подала скаргу на Сурью за використання кадрів зі сцен, які були видалені з фільму.
Незважаючи ні нащо продовжував працювати над новими фільмами. У 2004 році випускає кіностручку «Музика», а 2005 року — романтичною кінодрамою «Коханий». Невдовзі після цього розпочав зйомки поліцейського трилеру «Тигр». Втім до початку 2006 року актор Віджай, якого було затверджено на головну роль, пішов з проєкту після того, як Сурья відмовився вносити зміни в сценарій. Слідом за цим продовження зйомок постійно відкладалося. Невдовзі за цим Сурья оголосив, що буде режисером і актором у дитячому фільмі «Pesum Deivangal», але зйомки також не відбулися.
У 2007 році знімався як актор у науково-фантастичній комедії «Торговець» режисера Сакті Чідамбарам, де він зіграв мільярдера, що зробив себе двійника, щоб той дбав про його родину. Того ж року зіграв у фільмі «Thirumagan» режисера Ратнакумара. Обидва фільми провалилися в прокаті. Водночас оголосив про відновлення зйомок фільму «Тигр» мовою телугу.
У 2009 році зіграв у кінострічці «Третій закон Ньютона» режисера Таї Мутусілвана. В ній Сурья зіграв модельєра, який мститься за смерть своєї коханої. На цей раз фільм мав хороші відгуки кінокритиків. У 2010 році заверший зйомки фільму «Тигр», який провалився у прокаті.
У 2011 році оголосив про створення ремейку фільму «Музика», проте його зйомки затяглися. У 2012 році Сурья знімався у фільму «Друг» режисера Шанкара. 2013 році — в епізоді фільму жахів «Піца II: Вілла». У 2015 році нарешті завершив зйомки фільму «Музика», що мав глядацький успіх.
Озвучував голос за кадром у фільмах «144» (2015 рік) і «Ремо» (2016 рік). У 2016 році знімався у фільмах «Богиня» режисера Картіка Суббараджа, у 2017 році — «Павук» режисера АР.Муругодоса і «В протистоянні» режисера Атлі Кумара. Усі ці фільми були вдалими, сприявши відмовленню акторської популярності Сурьї. Фільм «Павук» приніс Сурьї «Віджая кінопремію» — «Найкращий злодій». За останній фільм отримав нагороду Південноіндійської міжнародної кінопремії «Кращий актор, виконавець негативної ролі». Також у 2017 році знявся у трілері «Iravaakaalam» Ашвіна Сараванана. Успішною була роль Сурьї у фільмі «Чудовисько» (режисер Нельсан Венкатесан, 2019 рік).